# زواج المثليين في سانت هيلينا وأسينشين وتريستان دا كونا
أصبح زواج المثليين قانوني في إقليم ما وراء البحار البريطانية سانت هيلينا وأسينشين وتريستان دا كونا منذ عام 2017.

## تاريخ

العلاقات الجنسية المثلية قانونية
زواج المثليين
توفر أشكال أخرى للاعتراف القانوني بالعلاقات المثلية كالاتحاد المدني أو الشراكة المسجلة (أو المساكنة غير المسجلة)
لا اعتراف
العلاقات الجنسية المثلية غير قانونية
قوانين تجرم لكن لايتم تطبيقها أو قوانين غير واضحة
عقوبة سجنية
السجن المؤبد
عقوبة الإعدام

### جزيرة أسينشين
وافق مجلس جزيرة أسينشين في 31 مايو 2016 على قرار يسمح بزواج المثليين في تصويت 5 أعضاء لصالحه مقابل عدم تصويت أي أحد ضده (5-0). تم التوقيع عليه من قبل الحاكم ونشر في الجريدة الرسمية في 20 يونيو. في 23 ديسمبر 2016، أصدر الحاكم أمراً ببدء القانون في 1 يناير 2017.
| صوت لصالح | غائب |
| --------- | ---- |
| 5         | 1    |

### تريستان دا كونها
وفي 23 شباط/فبراير 2017 ، وبعد التشاور مع حاكمة سانت هيلينا، وافق مجلس جزيرة تريستان دا كونا على أن قانونا لتشريع زواج المثليين سيمضي قدما رسميا لاعتماده. في 4 آب/أغسطس، وقّع الحاكم على "قانون الزواج (تريستان دا كونا) 2017"، الذي يوسع نطاق تطبيق "مرسوم الزواج (أسينشين) 2016"، إلى تريستان دا كونها، ونشر في الجريدة الرسمية. ودخل حيز التنفيذ عند النشر.

### سانت هيلينا
في 27 نيسان/أبريل 2016، أعلن المجلس التنفيذي في سانت هيلينا عن مشاورة عامة بشأن مشروع قانون جديد للزواج، والذي، إذا تمت الموافقة عليه، سيسمح للأزواج المثليين بالزواج. استمرت المشاورة حتى 25 مايو، وكانت أغلبية الردود لصالح زواج المثليين. في 15 نوفمبر 2016، قرر المجلس التنفيذي السماح بمشروع قانون الزواج 2016 للمضي قدما في المجلس التشريعي، بعد أن خضع مشروع القانون لعدد من القضايا الفنية التي عالجها النائب العام.
في 12 ديسمبر 2016، وبعد مناقشة مطولة، مرر المجلس التشريعي تعديلاً يلغي الأحكام التي تسمح بزواج المثليين من مشروع القانون، مما أدى إلى سحب مشروع القانون بأكمله.
في يناير/كانون الثاني 2017، تقدم زوجان مثليان بطلب للزواج في سانت هيلينا. كان المسجل في طور الحصول على مشورة قانونية حول كيفية المضي قدما ( قانون الزواج الحالي 1851 غير واضح بشأن زواج المثليين) عندما قام اثنان من أعضاء الجمهور بتقديم اعتراضات على إشعار الزواج. وفي وقت لاحق، أحال المسجل القضية إلى رئيس قضاة محكمة سانت هيلينا العليا لاتخاذ قرار. عقدت جلسة استماع أولية في المحكمة في 23 فبراير 2017. وتم منح الأطراف في القضية حتى يوليو 2017 لتقديم حججهم.
في اجتماع المجلس التشريعي في 22 أيلول/سبتمبر 2017، وافق الأعضاء على إخطار المجلس بشأن آرائهم بشأن هذا الموضوع في جلسة لاحقة. وهذا من شأنه أن يسمح بمناقشة قانون لزواج المثليين آخر قبل نهاية العام، وتجنب جلسة كاملة للمحكمة العليا حول هذه القضية، والتي كانت متوقعة في يناير عام 2018.
في 6 أكتوبر 2017، قرر المجلس التشريعي إجراء سلسلة من المشاورات العامة حول مشروع قانون الزواج 2017 على مدار الشهر. في 4 ديسمبر، أوصت لجنة التنمية الاجتماعية والمجتمعية، التي أجرت المشاورات، المجلس التنفيذي بالموافقة على مشروع القانون بإدخال تعديل فني ثانوي، قام به المجلس التنفيذي في اليوم التالي. في 19 ديسمبر، بعد محاولة فاشلة لإزالة جزء زواج المثليين من التشريع، وافق المجلس التشريعي على المرسوم في تصويت 9 أصوات لصالحه مقابل صوتين ضده (9-2). تم توقيعه لاحقا من قبل حاكمة سانت هيلينا ودخل حيز التنفيذ عند النشر في 20 ديسمبر 2017.
| صوت لصالح | صوت ضد | لم يصوت |
| --------- | ------ | ------- |
| 9         | 2      | 1       |

تم عقد أول زواج مثلي في سانت هيلينا في 31 ديسمبر 2018.